# 法制晚报
《法制晚报》前身为中共北京市委政法委员会主办的《北京法制报》，2003年底因报刊治理划归北京青年报社。2004年5月18日，《法制晚报》正式创刊。其市场定位为“有法管特色的综合性都市晚报”，办报理念是“離你最近的報紙”；对外公佈的最高發行量曾達70-80万份之间。
2018年12月1日，法制晚报社宣布将并入北京青年报社，报纸于2019年1月1日停刊，未來會從傳統媒體向新媒體轉型。